# Желтогузка
Желтогузка (лат. Sphrageidus similis) — вид бабочек из подсемейства волнянок. Впервые описан Иоганном Каспаром Фюссли в 1775 году и часто относится к близкому роду Euproctis. Распространён по всей Европе вплоть до Урала, далее восточнее — по Палеарктике до Сибири, южнее — до Индии и Шри-Ланки.

## Описание и вариации
Размах крыльев 35-45 мм, самка обычно заметно крупнее самца. Взрослые особи чисто белые, кроме ярко-жёлтого кончика брюшка (более крупного у самок), а также небольшого чёрного или коричневого пятна на вершине переднего крыла у самцов.
По цвету имеет сильное сходство с златогузкой. Анальный волосяной покров и волоски на конце брюшка самки имеют яркий золотисто-желтый цвет. Довольно редко встречаются экземпляры обоих полов с небольшими тёмными пятнами на передних крыльях:
- Форма «auriflua» имеет три пятна около внутреннего угла, образующие наклонную поперечную линию, плюс одно пятно в базальной области вблизи заднего края.
- Форма «nyctea» отличается одним пятном во внутреннем углу и ещё одним в базальной зоне, подобно форме «auriflua».
- Форма «trimaculata» похожа на форму «nyctea», но дополнительно имеет ещё одно пятно вдоль внешней стороны противоположное суббазальному внутреннему краю.
- Форма «quadrimaculata» обладает четвёртым подпиковым пятном. Последние две формы характерны преимущественно для Восточной Азии, где пятнистые представители этого вида чаще встречаются, нежели в Европе[5].

## Биология
Летает ночью в июле-августе; взрослые особи привлекаются светом, особенно самцы.

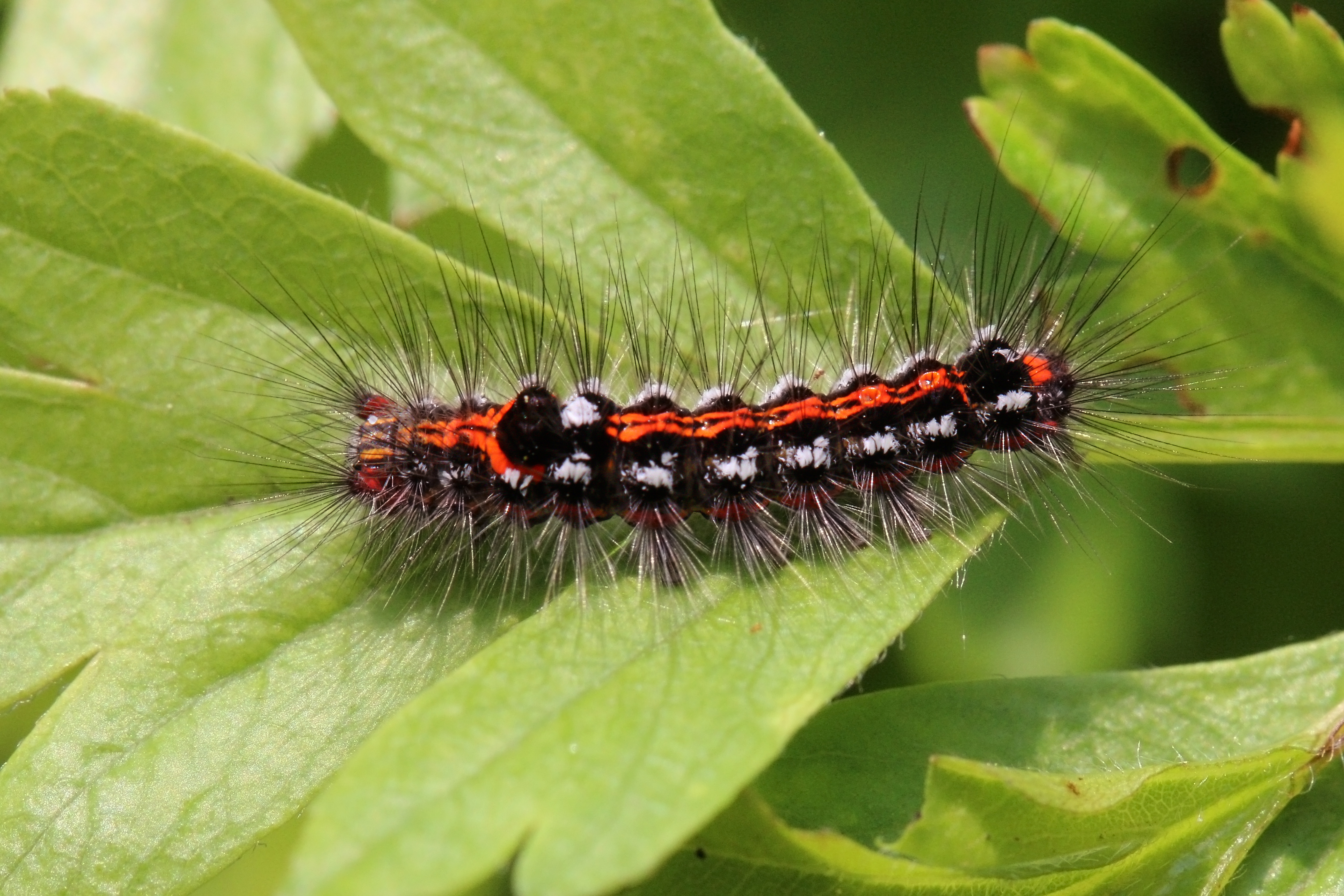
Гусеница

Гусеница чёрная, покрыта редкими серовато-чёрными волосками, имеет кирпично-красную продольную полосу посередине спины, боковые полосы белые, голова чёрная, первый сегмент тела покрыт жёлтыми штрихами, а бугорки сегментов 4 и 11 тоже чёрные. Питается листьями деревьев и кустарников, включая ольху, яблоню, берёзу, смородину, терн, вишню, каштан, боярышник, дуб, рябину и осину. Иногда отмечено питание на травянистых растениях, таких как борец. Зимует в стадии гусеницы. После выхода из яиц личинки расселяются вскоре, зимуют одиночно и окукливаются в начале июня. Куколки буровато-коричневые в белесоватом коконе. Вид распространён повсеместно в ареале обитания, однако встречается реже, чем схожий вид Euproctis chrysorrhoea. Бабочки прилетают на свет и, находясь в покое, складывают крылья в виде крыши. Если прикоснуться к ним, притворяются мёртвыми, ложась набок с закрытыми крыльями.